# Бунін Микола Леонтійович
Микола Леонтійович Бу́нін (нар. 26 жовтня 1924, Червоний Жовтень) — український скульптор; член Спілки радянських художників України з 1962 року.

## Біографія
Народився 26 жовтня 1924 року в селі Червоному Жовтні (тепер Леонове Ровеньківського району Луганської області, Україна). У 1940—1942 роках навчався у Ворошиловградському художньому училищі (викладачі Віктор Мухін і Василь Федченко). 
Жив у Луганську, в будинку на вулиці  Другій Слов'янській, 2.

## Роботи
Працював у галузі стакової скульптури. Серед робіт:
- «Мати-героїня А. Ф. Фесенко» (1957, гіпс тонований; у співавторстві);
- «Сталевар» (1960);
- «Шахтар» (1961, штучний камінь; у співавторстві з Іллею Овчаренком);
- «Тарас Шевченко» (1961, гіпс; у співавторстві з Іллею Овчаренком);
- «Полковник Данило Нечай» (1961, гіпс; у співавторстві з Іллею Овчаренком);
- «Письменник Всеволод Гаршин» (1961; у співавторстві з Іллею Овчаренком; Старобільський краєзнавчий музей);
- «Володимир Даль» (1962);
- «Ранок» (1963; бетон; у співавторстві з Іллею Овчаренком);
- портрет письменника Павла Байдебури (1963; штучний камінь);
- «Сиґізмунд Сераковський» (1963–1964, литий бетон);
- портрет шахтаря Ф. К. Савченка (1964; гіпс тонований);
- портрет Героя Радянського Союзу В. Бахвалова (1965, литий бетон);
- «Машиніст шахтного електровоза» (1969, штучний камінь);
- пам'ятний знак мінометникам (1977);
- «Юність» (1987);
- портрет І. Губського (1996);
- портрет А. Курінного (1998).

З 1950 року брав участь у виставках.